# Браун, Джон (легкоатлет)
Джо́натан «Джон» Майкл Бра́ун (англ. Jonathan "Jon" Michael Brown; род. 27 февраля 1971, Бридженд) — британский и канадский легкоатлет, специалист по бегу на длинные дистанции, кроссу и марафону. Выступал на крупных международных соревнованиях в период 1990—2008 годов, чемпион Европы по бегу на пересечённой местности, победитель и призёр престижных международных забегов, участник трёх летних Олимпийских игр.

## Биография
Джон Браун родился 27 февраля 1971 года в городе-графстве Бридженд, Уэльс. Вырос в Саут-Йоркшире, в течение довольно долгого времени проходил подготовку в Шеффилде в местном одноимённом атлетическом клубе. Позже поступил в Университет штата Айова и представлял студенческие университетские беговые клубы.
В 1990 году выступил на чемпионате мира среди юниоров в Пловдиве, где занял 13 место в беге на 5000 метров. Принимал участие в молодёжном Кубке Европы 1992 года в Гейтсхеде, получив на пятитысячной дистанции бронзу. В той же дисциплине представлял Великобританию на чемпионате мира в Штутгарте, но не сумел преодолеть здесь квалификационный забег. Завоевал бронзовую медаль на Играх доброй воли 1994 года в Санкт-Петербурге. В 1995 году взял бронзу в командном зачёте европейского первенства по кроссу в Алнике.
Наиболее значимый результат на международной арене показал в сезоне 1996 года, когда одержал победу в личном зачёте на кроссовом чемпионате Европы в Шарлеруа. Кроме того, выиграл несколько гонок на шоссе, в частности Gasparilla Distance Classic. Благодаря череде удачных выступлений вошёл в основной состав британской национальной сборной и удостоился права защищать честь страны на летних Олимпийских играх в Атланте — в беге на 10 000 метров закрыл десятку сильнейших. Начиная с этого времени постоянно проживал в Канаде, хотя на соревнованиях продолжал представлять Великобританию.
В 1997 году выиграл Cross Internacional Juan Muguerza. На чемпионате Европы в Будапеште финишировал на десяти тысячах метрах четвёртым, отстав от бронзового медалиста немца Штефана Франке всего на две с половиной секунды. С этого времени дополнительно начал пробовать себя в марафоне, в частности занял девятое место на Чикагском марафоне, был восьмым на Лондонском марафоне. В 1999 году на европейском первенстве по кроссу в Веленье дважды поднимался на пьедестал почёта, получил бронзу в личном зачёте и золото в командном. Также выиграл забеги San Silvestre Vallecana и Cross de San Sebastián. Побывал на чемпионате мира в Севилье — стартовал на дистанции 10 000 метров, но финишировать не смог.
Находясь в числе лидеров британской легкоатлетической команды, благополучно прошёл квалификацию на Олимпийские игры 2000 года в Сиднее — на сей раз бежал марафон и был близок к призовым позициям, расположившись в итоговом протоколе на четвёртой строке. Бронзовый призёр Тесфайе Тола опередил Брауна всего на 7 секунд.
После сиднейской Олимпиады Браун остался в основном составе национальной сборной Великобритании и продолжил принимать участие в крупнейших международных соревнованиях. Так, в 2001 году он финишировал шестым на Нью-Йоркском марафоне, однако затем надолго приостановил карьеру из-за травмы.
Оправившись от травмы, в 2004 году вернулся в строй — занял 15 место на Лондонском марафоне, стал чемпионом Великобритании по марафону. На Олимпийских играх в Афинах повторил успех четырёхлетней давности, снова прибежал четвёртым, немного не дотянув до бронзовой медали.
В 2005 году был шестым в Лондоне и девятым в Нью-Йорке, вновь одержал победу на британском первенстве, установив свой личный рекорд 2:09:31. Последний раз показал сколько-нибудь значимый результат на международной арене в 2006 году, когда прибежал седьмым на Фукуокском марафоне.
Уже давно проживающий в Канаде Браун в 2005 году наконец получил канадское гражданство, а в 2008 году окончательно сменил свою спортивную принадлежность и на соревнованиях стал представлять Канаду. Многие британцы осудили его за это, но спортсмен отмечал, что Федерация лёгкой атлетики Великобритании не оказывала ему никакой поддержки.
После завершения спортивной карьеры занялся тренерской деятельностью. Работал тренером в сборной команде Новой Зеландии по триатлону.